# Demetrius Joyette
Demetrius Joyette (Toronto, 14 marzo 1993) è un attore canadese.
È noto per l'interpretazione di Michael Davis nella serie televisiva The Latest Buzz e di Porter Jackson della serie Wingin' It.

## Filmografia

### Cinema
- La doppia vita di Mahowny (Owning Mahowny), regia di Richard Kwietniowski (2003)
- Blizzard - La renna di Babbo Natale (Blizzard), regia di LeVar Burton (2003)
- Missione tata (The Pacifier), regia di Adam Shankman (2005)
- Lo sguardo di Satana - Carrie (Carrie), regia di Kimberly Peirce (2013)

### Televisione
- Doc – serie TV, 28 episodi (2001-2004)
- Wonderfalls – serie TV, episodio 1x13 (2004)
- I misteri di Murdoch (Murdoch Mysteries) – serie TV, episodio 1x03 (2005)
- Kojak – serie TV, episodio 1x01 (2005)
- Cyber Seduction: His Secret Life, regia di Tom McLoughlin – film TV (2005)
- Roxy Hunter e il fantasma del mistero (Roxy Hunter and the Mystedy of the Moody Ghost) – film TV (2007)
- La piccola moschea nella prateria (Little Mosque on the Prairie) – serie TV, 4 episodi (2007-2008)
- The Latest Buzz – serie TV, 68 episodi (2007-2010)
- Roxy Hunter e il segreto dello stregone (Roxy Hunter and the Secret of the Shaman) – film TV (2008)
- Roxy Hunter e il mito della sirena (Roxy Hunter and the Myth of the Mermaid) – film TV (2008)
- Roxy Hunter e l'orrificante Halloween (Roxy Hunter and the Horrific Halloween) – film TV (2008)
- Wingin' It – serie TV, 51 episodi (2010-2012)
- Degrassi: The Next Generation – serie TV, 82 episodi (2012-2015)
- NCIS - Unità anticrimine (NCIS) – serie TV, episodio 13x03 (2015)
- The Real O'Neals – serie TV, episodio 2x13 (2017)

### Doppiaggio
- Capitan Flamingo – serie animata (2006-2008)

## Doppiatori italiani
Nelle versioni in italiano delle opere in cui ha recitato, Demetrious Joyette è stato doppiato da:
- Mattia Nissolino in Roxy Hunter e il fantasma del mistero
- Gabriele Patriarca in The Latest Buzz
- Simone Crisari in Wingin' It
- Omar Vitelli in Lo sguardo di Satana - Carrie